# 500W
「500W」（ごひゃくワット）は、神が残した夢を喰う。の楽曲。デジタル配信限定シングルとして2025年4月20日に各音楽配信サービスにてリリースされた。

## 概要
ささ。とコラボレーションした『マーメイド feat.神が残した夢を喰う。』から8日ぶり、かみばくとしての新曲は、前作『ペースメーカー』から約3か月ぶりのリリースとなる。
4月6日からTikTokにて先行公開されていた楽曲で、本作から作詞作曲のクレジット表記が「はるくん」となっている。
2025年4月20日19時からミュージックビデオが公開されており、みゆ（ばんばんざい）と、山浦功太郎が出演している。
2025年4月24日には、YouTubeにOff Vocal音源の動画が公開された。
TikTokの「HOT SONGS IN JAPAN」に自身の1stシングル「雨」と共に選出された。

## 収録内容
| #         | タイトル  | 作詞・作曲 | 編曲      | 時間 |
| --------- | --------- | ---------- | --------- | ---- |
| 1.        | 「500W」  | はるくん   | マイキ    | 4:21 |
| 合計時間: | 合計時間: | 合計時間:  | 合計時間: | 4:21 |

## 参加ミュージシャン
- Vocal : はるくん（神が残した夢を喰う。）
- MIX : マイキ
- Mastering : Roberto A